# Nederlandse kampioenschappen schaatsen allround 2013
De Nederlandse kampioenschappen schaatsen allround 2013 werden op 29 en 30 december 2012 gehouden in het Thialf-stadion te Heerenveen.
Van de titelhouders, Ted-Jan Bloemen bij de mannen en Marrit Leenstra bij de vrouwen, verdedigde alleen Bloemen zijn titel. Leenstra richtte zich meer op de korte afstanden en het nationale sprinttoernooi. Naast de nationale titels waren er zowel voor de mannen als vrouwen vier startplaatsen te verdienen voor de EK allround 2013. Er waren van tevoren geen schaatsers voor de EK aangewezen. Het aantal deelnemers op de laatste afstand was voor beide categorieën beperkt tot acht.

## Programma
| Programma                 |        |                                                                             |
| Datum                     | Tijd   | Onderdeel                                                                   |
| zaterdag 29 december 2012 | 12:00u | 500 meter vrouwen 500 meter mannen 3000 meter vrouwen 5000 meter mannen     |
| zondag 30 december 2012   | 13:15u | 1500 meter vrouwen 1500 meter mannen 5000 meter vrouwen 10.000 meter mannen |

## Mannen

### Afstandmedailles
| Afstand | 1e               | 2e              | 3e              |
| ------- | ---------------- | --------------- | --------------- |
| 500m    | Lucas van Alphen | Jan Blokhuijsen | Thomas Krol     |
| 5000m   | Sven Kramer      | Jan Blokhuijsen | Bob de Jong     |
| 1500m   | Sven Kramer      | Jan Blokhuijsen | Renz Rotteveel  |
| 10.000m | Bob de Jong      | Sven Kramer     | Jan Blokhuijsen |

### Eindklassement
| #      | Schaatser           | Ploeg                   | 500m         | 5000m          | 1500m        | 10.000m      | Punten  |
| ------ | ------------------- | ----------------------- | ------------ | -------------- | ------------ | ------------ | ------- |
| Goud   | Sven Kramer         | TVM                     | 36.66 (5)    | 6.10.37 BR (1) | 1.46.19 (1)  | 12.59.66 (2) | 148,076 |
| Zilver | Jan Blokhuijsen     | TVM                     | 36.29 (2)    | 6.12.19 (2)    | 1.46.85 (2)  | 13.03.42 (3) | 148,296 |
| Brons  | Renz Rotteveel      | Team Van Veen           | 36.96 (7)    | 6.33.70 (7)    | 1.47.84 (3)  | 13.35.30 (6) | 153,041 |
| 4      | Ted-Jan Bloemen     | BAM                     | 37.79 (16)   | 6.28.00 (4)    | 1.49.42 (8)  | 13.21.24 (4) | 153,125 |
| 5      | Bob de Jong         | BAM                     | 39.22 (23)   | 6.20.37 (3)    | 1.51.00 (13) | 12.58.34 (1) | 153,174 |
| 6      | Maurice Vriend      | Team Van Veen           | 36.59 (4)    | 6.35.08 (9)    | 1.47.96 (4)  | 13.56.43 (8) | 153,905 |
| 7      | Frank Hermans       | Project 2018            | 37.05 (8)    | 6.33.76 (8)    | 1.49.33 (7)  | 13.43.14 (7) | 154,026 |
| 8      | Arjen van der Kieft | individueel rijder      | 39.65 (24)   | 6.29.82 (5)    | 1.52.32 (19) | 13.23.48 (5) | 156,246 |
| NC9    | Lucas van Alphen    | Project 2018            | 36.17 (1)    | 6.39.75 (13)   | 1.48.66 (5)  |              | 112,365 |
| NC10   | Jos de Vos          | Project 2018            | 37.30 (12)   | 6.35.13 (10)   | 1.50.33 (11) |              | 113,589 |
| NC11   | Thomas Krol         | individueel rijder      | 36.56 (3)    | 6.47.32 (19)   | 1.49.11 (6)  |              | 113,662 |
| NC12   | Douwe de Vries      | TVM                     | 37.73 (14)   | 6.32.67 (6)    | 1.50.69 (12) |              | 113,893 |
| NC13   | Thom van Beek       | Project 2018            | 37.22 (10)   | 6.41.83 (14)   | 1.49.92 (10) |              | 114,043 |
| NC14   | Adriaan van Velde   | Topteam Noord-Nederland | 37.27 (11)   | 6.45.58 (18)   | 1.51.04 (14) |              | 114,835 |
| NC15   | Kai Verbij          | Jong Oranje             | 36.70 (6)    | 6.56.51 (22)   | 1.49.46 (9)  |              | 114,897 |
| NC16   | Sebastiaan Oranje   | Gewest Zuid-Holland     | 37.87 (17)   | 6.44.56 (17)   | 1.51.79 (17) |              | 115,589 |
| NC17   | Pim Cazemier        | CRV Interfarms          | 38.62 (22)   | 6.39.46 (12)   | 1.51.56 (15) |              | 115,752 |
| NC18   | Jorjan Jorritsma    | Gewest Friesland        | 37.76 (15)   | 6.42.44 (15)   | 1.53.30 (21) |              | 115,770 |
| NC19   | Hardrik de Vries    | Topteam Noord-Nederland | 38.18 (19)   | 6.43.58 (16)   | 1.52.23 (18) |              | 115,948 |
| NC20   | Bart van den Berg   | Team Wadro              | 37.64 (13)   | 6.52.56 (21)   | 1.51.68 (16) |              | 116,131 |
| NC21   | Tom Terpstra        | G.S.S.V. Tjas           | 38.37 (21)   | 6.51.92 (20)   | 1.52.75 (20) |              | 117,085 |
| NC22   | Maico Voets         | Gewest NH/U             | 37.89 (18)   | 6.59.07 (24)   | 1.53.42 (22) |              | 117,603 |
| NC23   | Mark Ooijevaar      | Gewest Friesland        | 39.97 (25)   | 6.37.43 (11)   | 1.55.23 (25) |              | 118,223 |
| NC24   | Cas van Trierum     | Gewest Zuid-Holland     | 38.28 (20)   | 6.58.52 (23)   | 1.54.84 (24) |              | 118,412 |
| DQ2    | Dedjer Wymenga      | Gewest Friesland        | 37.20 (9)    | DQ             | 1.54,46 (23) |              | 75,353  |
| NS2    | Koen Verweij        | Team Van Veen           | 1.11.14 (26) | NS             |              |              | 71,140  |

## Vrouwen

### Afstandmedailles
| Afstand | 1e              | 2e               | 3e               |
| ------- | --------------- | ---------------- | ---------------- |
| 500m    | Ireen Wüst      | Jorien ter Mors  | Diane Valkenburg |
| 3000m   | Jorien ter Mors | Diane Valkenburg | Ireen Wüst       |
| 1500m   | Jorien ter Mors | Ireen Wüst       | Linda de Vries   |
| 5000m   | Jorien ter Mors | Diane Valkenburg | Ireen Wüst       |

### Eindklassement
| #      | Schaatsster            | Ploeg                   | 500m       | 3000m        | 1500m        | 5000m          | Punten  |
| ------ | ---------------------- | ----------------------- | ---------- | ------------ | ------------ | -------------- | ------- |
| Goud   | Jorien ter Mors        | NTS shorttrack          | 39.56 (2)  | 4.03.91 (1)  | 1.56.34 (1)  | 7.06.79 (1)    | 161,670 |
| Zilver | Ireen Wüst             | TVM                     | 39.52 (1)  | 4.06.44 (3)  | 1.56.86 (2)  | 7.08.56 (3)    | 162,411 |
| Brons  | Diane Valkenburg       | Danone Activia          | 39.97 (3)  | 4.05.71 (2)  | 1.57.75 (4)  | 7.06.98 (2)    | 162,869 |
| 4      | Linda de Vries         | TVM                     | 40.20 (7)  | 4.07.58 (4)  | 1.57.73 (3)  | 7.09.60 (4)    | 163,666 |
| 5      | Antoinette de Jong     | Jong Oranje             | 40.08 (5)  | 4.09.62 (7)  | 1.59.92 (6)  | 7.16.54 (5)    | 165,310 |
| 6      | Annouk van der Weijden | Team Corendon           | 40.41 (8)  | 4.09.35 (5)  | 2.00.41 (8)  | 7.22.52 (7)    | 166,356 |
| 7      | Yvonne Nauta           | Team Liga               | 40.82 (12) | 4.11.50 (8)  | 2.00.21 (7)  | 7.16.63 (6)    | 166,469 |
| NS4    | Marije Joling          | Team Corendon           | 40.07 (4)  | 4.09.37 (6)  | 2.00.59 (9)  | teruggetrokken | 121,827 |
| DQ4    | Jorien Voorhuis        | Team Corendon           | 40.19 (6)  | 4.11.64 (9)  | 1.59.46 (5)  | DQ             | 121,950 |
| NC10   | Carlijn Achtereekte    | Team Corendon           | 40.50 (9)  | 4.14.32 (11) | 2.01.62 (14) |                | 123,426 |
| NC11   | Irene Schouten         | Project 2018            | 40.56 (10) | 4.16.67 (13) | 2.01.63 (15) |                | 123,881 |
| NC12   | Mariska Huisman        | Project 2018            | 41.54 (20) | 4.12.78 (10) | 2.00.73 (10) |                | 123,913 |
| NC13   | Janneke Ensing         | Team Liga               | 40.90 (13) | 4.15.15 (12) | 2.02.60 (18) |                | 124,291 |
| NC14   | Reina Anema            | Jong Oranje             | 40.69(11)  | 4.20.17 (18) | 2.01.09 (12) |                | 124,414 |
| NC15   | Rianne Hadders         | Topteam Noord-Nederland | 41.27 (17) | 4.18.59 (14) | 2.01.43 (13) |                | 124,844 |
| NC16   | Carla Zielman          | CENNED                  | 40.91 (14) | 4.19.56 (17) | 2.02.16 (16) |                | 124,926 |
| NC17   | Imke Vormeer           | Gewest Friesland        | 41.25 (16) | 4.18.93 (15) | 2.02.74 (19) |                | 125,318 |
| NC18   | Miranda Dekker         | Team Anker              | 41.34 (19) | 4.22.81 (19) | 2.00.65 (10) |                | 125,357 |
| NC19   | Jade van der Molen     | Jong Oranje             | 41.55 (21) | 4.19.52 (16) | 2.02.47 (17) |                | 125,626 |
| NC20   | Charlotte Bakker       |                         | 41.17 (15) | 4.27.75 (21) | 2.03.29 (20) |                | 126,891 |
| NC21   | Julia Berentschot      | Gewest Zuid-Holland     | 41.32 (18) | 4.28.10 (22) | 2.06.17 (21) |                | 128,059 |
| NC22   | José Boots             | Gewest NH/U             | 41.73 (22) | 4.30.96 (23) | 2.06.37 (22) |                | 129,013 |
| NC23   | Carlijn Schoutens      | Gewest NH/U             | 43.11 (24) | 4.27.74 (20) | 2.08.44 (24) |                | 130,546 |
| NC24   | Natasja Roest          | Gewest Zuid-Holland     | 42.93 (23) | 4.32.20 (24) | 2.07.88 (23) |                | 130,922 |